# Брауде, Анатолий Абрамович
Анатолий Абрамович Брауде (12 июля 1918 — март 2008) — инженер-конструктор космической и ракетной техники, лауреат Ленинской премии (1965).

## Биография
Родился 12 июля 1918 года в Москве. Сын Абрама Борисовича Брауде (1889—1972) — уроженца Ковно, выпускника Мюнхенского коммерческого училища и Московского финансового института, председателя кафедры экономики и планирования промышленности и транспорта факультета советского строительства и права МГУ (1930—1931), главного редактора журнала «Финансы СССР». Мать — Мария Александровна Брауде (в девичестве Бомаш, 1890—?), уроженка Белостока из семьи адвоката Александра Ефимовича (Зискинда Хаим-Гиршовича) Бомаша (1859, Ковно — ?). Отец и мать были двоюродными братом и сестрой, приходились племянниками депутату Государственной думы Российской империи IV созыва, врачу Мееру Хаимовичу (Максиму Ефимовичу) Бомашу.
Окончил Московский авиационный институт (1941).
С 1943 до начала 1990-х гг. работал в конструкторском бюро опытного завода № 81 МАП (с 1966 — Московский машиностроительный завод «Искра», с 1990 г. — МКБ «Искра», в настоящее время — ОКБ «Искра» имени И. И. Картукова), основные должности — ведущий конструктор, заместитель начальника конструкторской бригады.
Лауреат Ленинской премии (1965, в составе авторского коллектива) — за разработку и внедрение в серийное производство всережимных катапультных установок КМ-1, КС-4 и КТ-1.
Награждён орденом Трудового Красного Знамени — за успешное выполнение специального задания Правительства по созданию образцов ракетной техники, космического корабля-спутника «Восток» и осуществление первого в мире полета этого корабля с человеком на борту (17.06.1961).
Умер в марте 2008 года.

## Семья
- Жена — Наталья Вениаминовна Алимова. Дочь — Мария Баймухаметова, жена писателя Сергея Баймухаметова.
- Двоюродный брат — Михаил Александрович (Абрамович) Туркус (1896—1991), архитектор-конструктивист.